# Ornithology (jazz)
Ornithology est un standard de jazz composé par le saxophoniste Charlie Parker et le trompettiste Benny Harris (en). Le titre de la composition fait référence au surnom de Charlie Parker, « Bird » (l'oiseau), l'ornithologie étant la science qui étudie les oiseaux. C'est l'un des standards bebop les plus joués de nos jours.
La composition a été inscrite sur la liste du Hall of Fame des Grammy Awards en 1989.
Les enregistrements de Charlie Parker, Dizzy Gillespie et Bud Powell (en trio pour ce dernier) restent des versions de référence.

## À propos du morceau
Le premier enregistrement du morceau est celui du septet de Charlie Parker le 28 mars 1946 sur le label Dial paru la même année.
La progression harmonique du morceau est celle de How High the Moon, un standard plus ancien utilisé pour écrire une nouvelle mélodie. Ce procédé créatif, appelé « démarquage », était en vogue à l'époque : les progressions d'accord n'étant pas soumises à copyright, ce procédé permettait notamment aux musiciens d'improviser sur des morceaux connus sans avoir à payer de droits.
Comme pour beaucoup de morceaux de l'époque du bebop (tel que Donna Lee), les compositeurs ne sont pas toujours faciles à identifier. Ainsi, lorsque dans un concert diffusé à la radio le présentateur demande à Parker qui a composé Ornithology, celui-ci répond Benny Harris (en),. Le pianiste Tom Cleary suggère, avec d'autres auteurs, que la mélodie très « parkérienne » pourrait être la façon qu'a eue Harris de rendre hommage au style du saxophoniste ou de l'étudier, comme pourrait l'indiquer le titre : faire de l'« ornithologie » serait une façon d'étudier le style de Bird.
Les musiciens jouant How High the Moon citent souvent Ornithology et réciproquement, comme le fait Ella Fitzgerald à de nombreuses reprises, notamment dans l'album Ella in Berlin: Mack the Knife (en).

## Analyse
Pour Lawrence Koch, la mélodie des mesures 1 et 2 proviennent de l'ouverture du solo de Parker sur The Jumpin’ Blues (avec le Jay McShann Orchestra, 1942) transposé de mi  en sol. Harris a ensuite adapté la phrase à la suite de la grille harmonique (mesures 3-4). Les mesures suivantes empruntent un motif habituel de Parker, tournant autour d'une note centrale, que l'on trouve par exemple au début d'Anthropology, un morceau enregistré et très certainement composé avant Ornithology. On retrouve le même principe dans les mesures 7 et 8, qui reprennent les deux dernières mesures du pont d'Anthropology. Les mesures 11-12 pourraient être une réminiscence du motif principal de Robbins' Nest, un morceau de Charles Thompson, un pianiste avec qui Parker a joué.
Il existe deux mélodies pour les mesures 13 à 16 : celle que l'on peut entendre sur la version originale de Parker, avec un « lick » en triolets, et celle des versions ultérieures (comme sur One Night In Birdland, 1950), avec une mélodie rythmiquement très proche de motifs que l'on trouve dans Moose The Mooche, Anthropology ou Scrapple From The Apple, ce qui suggère qu'elle est plutôt de la main de Parker.

## Reprises
De nombreux musiciens ont joué Ornithology. Citons notamment :
- Coleman Hawkins en 1949. Hawkins, saxophoniste de la génération précédent Parker, joue le morceau sur un tempo plus rapide que Parker[4].
- Bud Powell (The Amazing Bud Powell, 1951 ; Bud Plays Bird, 1958)
- Red Mitchell (Red Mitchell, 1956)
- Sonny Stitt (Stitt Plays Bird (en), 1964)
- Anthony Braxton (In the Tradition (en), 1974)
- Archie Shepp et Niels-Henning Ørsted Pedersen (Looking at Bird, 1981)
- Biréli Lagrène (Standards, 1992)
- Joshua Redman et Brad Mehldau (Nearness, 2016)

## Postérité
Le titre du standard apparaît plusieurs fois dans Horn Players, un triptyque de Jean-Michel Basquiat qui rend hommage à Charlie Parker et Dizzy Gillespie.